# Nadhim Zahawi
Nadhim Zahawi (Bagdad, 2 de junio de 1967) es un político británico nacido en Irak que se desempeñó como canciller de la Hacienda en 2022. Es miembro del Partido Conservador, también es miembro del Parlamento por Stratford-on-Avon desde 2010. Fue secretario de Estado de Educación de 2021 a 2022 y subsecretario de Estado Parlamentario para el Despliegue de la Vacuna contra el COVID-19 de 2020 a 2021 en el segundo gabinete de Boris Johnson.

## Biografía

### Primeros años
Nacido en Bagdad en el seno de una familia kurda, Zahawi fue cofundador de la firma internacional de investigación de mercado basada en Internet YouGov, de la que fue director ejecutivo hasta febrero de 2010. Ingeniero químico en su carrera anterior, fue director de estrategia de Gulf Keystone Petroleum hasta enero de 2018. Después de la jubilación del anterior diputado conservador John Maples, fue elegido por Stratford-upon-Avon en las elecciones generales de 2010.

### Carrera política
Zahawi se unió al gobierno de Theresa May como subsecretario de Estado parlamentaria para la Infancia y la Familia en la reorganización del gabinete de 2018. Tras el nombramiento de Boris Johnson como primer ministro, fue nombrado subsecretario de Estado parlamentario de Comercio e Industria, y en 2020 se le asignó la responsabilidad adicional del programa de vacunación contra la COVID-19 como subsecretario de Estado parlamentario para la COVID-19. Despliegue de vacunas. En la reorganización del gabinete de 2021, fue ascendido al gabinete de Johnson como Secretario de Estado de Educación. El 5 de julio de 2022, se convirtió en Ministro de Hacienda tras la dimisión de Rishi Sunak. Menos de 48 horas después, Zahawi retiró su apoyo a Johnson y le pidió públicamente que renunciara, lo que Johnson hizo poco después.
En enero de 2023, Zahawi fue destituido por el primer ministro Rishi Sunak, por violaciones graves al código ministerial.